# Pareuxoa janae
Pareuxoa janae är en fjärilsart som beskrevs av Angulo 1990. Pareuxoa janae ingår i släktet Pareuxoa och familjen nattflyn. Inga underarter finns listade i Catalogue of Life.